# Univers de RoboCop

le costume de RoboCop

L’univers de RoboCop est créé autour du personnage de fiction Alex Murphy / RoboCop, un cyborg policier, mis au point par Security Concepts, une branche de l’OCP, dans un avenir proche pour lutter contre le crime.
Ce monde imaginaire se veut un futur proche du monde réel des années 1990 (date de sortie du premier film). Par exemple, il envisage une guerre mettant fin à l'Apartheid en Afrique du Sud (l'Apartheid était encore en place lors de la sortie du film, il s'est terminé sans guerre dans le monde réel), et envisage également la disparition de la couche d'ozone. Les cyborgs restent encore dans le domaine de la science-fiction, mais ne sont qu'une extension de la notion de prothèse.

## Le monde de RoboCop
Détroit, la criminalité est devenue endémique, et la police privatisée essaie d'y faire face.
Dans la rue d'une zone industrielle, la voiture de police d’Alex Murphy et Anne Lewis prend en chasse la fourgonnette d'une bande de criminels. Une fusillade éclate entre la voiture de police et les criminels et l'un d'entre eux est projeté sur la voiture de police. Les deux policiers arrivent à retrouver la fourgonnette qui les avait semés. Alex Murphy et Anne Lewis décident de ne pas attendre les renforts et de passer à l'action. L'officier Anne Lewis est neutralisée. Alex Murphy, pris de court, est cruellement blessé. Il est transféré par hélicoptère à l'hôpital où il décède et devient RoboCop.
- Delta city

C'est une ville présumée parfaite qu'a voulu créer l'OCP.

### Groupes
- Omni Consumer Product (OCP) : firme essayant de faire une OPA sur la ville de Détroit. Elle est également responsable de la police de Détroit.
- Security Concepts : une division de l'OCP s'occupant des problèmes de sécurité.
- Barjo punk : groupe de punks alcooliques, drogués et violents. Agressent les citoyens de Détroit. Ils seront recrutés par Paul McDaggett.
- Secte Nuke : une secte de drogués utilisant le Nuke et ayant Cain pour gourou. Repris par Hobs le jeune délinquant, mais sera anéanti, dès que Cain (devenu Robocain) trahit ses hommes en les tuant.
- Rehab (Urban Rehabilitators) : unité de l'OCP chargée d'évacuer les quartiers de Détroit pour construire Delta City. Le nom provient probablement de réhabilitation. Dirigé par Paul McDaggett.
- Kanemitsu Corp : firme japonaise ayant racheté l'OCP. Dirigé par Kanemitsu.
- Vandals : Dans le dessin animé, il s'agit d'un groupe de punks qui sont recrutés par Dr. McNamara.
- Dogtown Boys : Un groupe de punks sanguinaires dans la série tv. Leur commanditaire est Chip Chayken de OCP.
- Boddicker gang : Un groupe de trafiquants de drogue dans le 1er film. Leur commanditaire est Richard "Dick" Jones de l'OCP.
- Motor City Muskrats : Un coach criminel avec des jeunes délinquants.
- Detroit Police Department : Des forces de l'ordre de détroit.
- Butler Brothers : Créateurs du jeu Nukem.
- Rebellion : Un groupe qui lutte contre Rehab.
- Spin Team : Un groupe d'élite commandité par Old Man, l'administrateur de l'OCP, pour contrer Cain.
- SWAT : Un groupe d'élite dirigé par le Lt. Hedgecock.

### Police de Détroit

#### Voitures de police

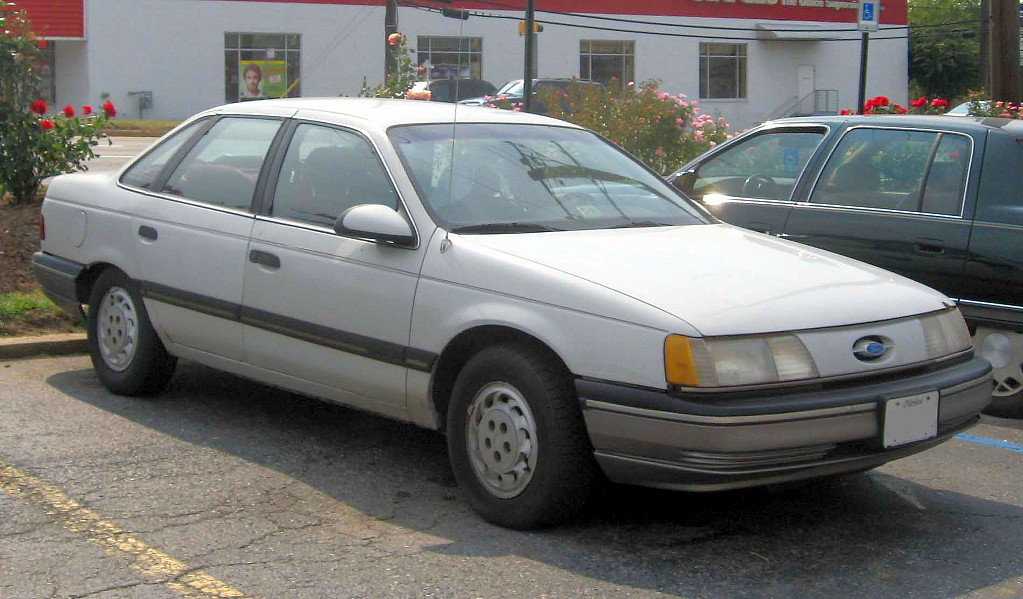
Ford Taurus 89-91 similaires à celles de la trilogie cinématographique

- Ford Taurus : pour les films RoboCop, RoboCop 2 et RoboCop 3.
- Ford Mustang prototype : pour la série Robocop.
- Chevrolet Impala : pour la mini-série RoboCop 2001.

#### Moto de police
- C-1 : pour le remake RoboCop (film, 2014)

#### Armes
- NI-408 (Arme de poing): pour le remake RoboCop (film, 2014)
- M2 Battle Rifle (mitraillette): pour le remake RoboCop (film, 2014)
- Benelli M3 (fusil): pour le film RoboCop 2
- Gunarm (mitraillette de greffe): pour le film RoboCop 3
- SIG Sauer P226 (Arme de poing): pour le film RoboCop
- Steyr Aug (mitraillette): pour les films RoboCop et RoboCop 2
- Auto 9 (Arme de poing): pour les films RoboCop, RoboCop 2 et RoboCop 3
- Heckler & Koch P9S (Arme de poing): pour le film RoboCop

#### Lutte contre la drogue
- Contre la cocaïne : dans le film RoboCop
- Contre le Nuke : dans le film RoboCop 2
- Contre le Fun : dans un épisode de la série RoboCop.

### Programmes télévisés

#### Journal télévisé: Media flash (Mediabreak)
« En 5 minutes, nous vous donnons le monde ».

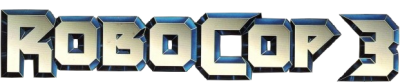

Une guerre de l'ONU contre l'Afrique du Sud pour abolir l'Apartheid.
Les dernières forces auraient une bombe nucléaire d'origine française pour défendre la capitale.
La grève de la police de Détroit
Depuis la privatisation de la police, l'OCP et les syndicats de police s'affrontent. Le journal fait état des menaces de grève, ce qui est interdit pour une police.
Le programme La Guerre des étoiles
Au cours du film RoboCop, on découvre, dans ce futur, la réalisation du programme Guerre des étoiles. Si le premier message nous fait voir le président s'amusant dans un module du programme, le second message nous indique qu'un tir accidentel, lors d'un programme de routine, a incendié Santa Monica, tuant deux anciens présidents. Doit-on y voir un message des scénaristes ou du réalisateur ? Ronald Reagan, initiateur du programme "Guerre des étoiles", habitait en effet à Los Angeles (Bel-Air); il a été aussi gouverneur de Californie à deux reprises.
Par la suite, les hommages lors de la mort de Reagan ont été rendus à Santa Monica (avant que le corps ne soit définitivement placé à Simi Valley dans le comté de Ventura).

#### Séries télévisées
- TJ Laser : dans le film RoboCop

Série télévisée que regarde James Murphy. Son père, Alex Murphy, imite le héros en jouant avec son arme.
- L'heure du Commandant Cash (Commander Cash), dans la série télévisée des années 1990.

Cette série de petits dessins animés d'une minute sert à faire de la publicité pour les produits OCP, avec beaucoup de cynisme et de mauvais goût.
- Combat Bill, dans la série télévisée des années 1990.

Un cartoon mettant en scène un courageux black en tenue de Marine. Autrefois regardé par un ami d'enfance de Murphy, Franck Uno, devenu ensuite soldat durant la guerre USA-Amazonie.

#### Emission
- It's Not My Problem!, dans le film "Robocop".

Il est présenté par Bixby Snyder.
- What's on Your Mind?, dans la série "RoboCop (série télévisée)"

Il est présenté par Umberto Ortega.
- The Novak Element, dans le remake "RoboCop (film, 2014)".

Il est annoncé par Pat Novak.

#### Publicités
6000 SUX
Dans le film RoboCop
On voit un spot de télévision pour cette voiture que l'on retrouve dans le film aux mains des criminels.
Une grande routière américaine selon le spot de publicité.
On peut croire à un jeu de mots très ironique sur la qualité du produit et sur la force de la publicité étant donné que "SUX", prononcé comme un mot, est un homonyme de « sucks » (qui veut dire « pourri », « ça craint » en français).
Sun block 5000
Dans le film RoboCop 2
Un produit pour protéger des rayons du soleil qui ne sont plus atténués par la couche d'ozone.
MagnaVolt
Dans le film RoboCop 2
Un antivol de véhicule qui peut électrocuter le voleur.
Baby Maid
Dans le film RoboCop
Un aliment pour les bambins.
Eve
Dans la série RoboCop
Un produit de beauté de Aesthetica.
No Gain
Dans la série RoboCop
Un médicament créé par l'OCP.
Nukem
Dans le film RoboCop
Un jeu similaire à la bataille navale.
Otomo (toy)
Dans le film RoboCop 3
Un teddy bear électronique.
Nuke
Dans le film RoboCop 2
Une drogue conçue par Cain et sa secte.

#### Armes
- AKM : Des mitraillettes utilisées par les hommes de Sal.
- Cobra Assault Cannon : des fusils à missiles utilisés par les hommes de Clarence Boddicker, puis par Robocop. Utilisé sur ED 209 dans le 1er film et dans "Robocop 2" Robocop l'utilise contre Robocain et ça n'a aucun effet.
- Desert Eagle : (Armes de poings) Utilisé par Clarence Boddicker et l'autre par Dick Jones dans le 1er film, utilisé par Hob dans le second film et utilisé par Paul McDaggett dans le 3eme film.
- Norinco Type 56 : Des mitraillettes utilisées par les hommes de Cain.
- Pulse Rifle : Des mitraillettes possédées par Rick Mattox dans le remake.
- UC-9 : Une mitraillette possédée par Hob dans le second film.

#### Véhicules
- BS 5000 : Une véhicule qui se trouve dans la série Robocop.
- Panel van : Un fourgon utilisé par Clarence Boddicker et ses types dans le 1er film.
- PortaPerp : Un convoi de prisonniers qui se trouve dans la série Robocop.
- Pulse : Une moto à abri conduite par Charlie Lippencott qui se trouve dans la série Robocop (épisode "Prime Suspect").
- Robo-Copter : Un hélicoptère conçu par le Dr. Tyler pour Robocop à la capture de Clarence Boddicker dans le dessin animé.
- Tactical Field Ambulance : Une ambulance est vue dans la série Robocop.